# Епархия Копьяпо
Епархия Копьяпо (лат. Dioecesis Copiapoënsis) — епархия Римско-Католической церкви c центром в городе Копьяпо, Чили. Епархия Копьяно распространяет свою юрисдикцию на территорию области Атакама. Епархия Копьяпо входит в митрополию Ла-Серены. Кафедральным собором епархии Копьяпо является церковь Пресвятой Девы Марии Розария.

## История
9 ноября 1946 года Святой Престол учредил апостольскую администратуру Копьяпо, выделив её из архиепархии Ла-Серены.
21 апреля 1955 года Римский папа Пий XII выпустил буллу «Dum haud paucis», которой преобразовал апостольскую администратуру Копьяпо в территориальную прелатуру.
31 октября 1957 года Римский папа Пий XII выпустил буллу «Qui cotidie», которой преобразовал территориальную прелатуру Копьяпо в епархию.

## Ординарии епархии
- епископ Fernando Rodríguez Morandé (1948 — 1954);
- епископ Francisco de Borja Valenzuela Ríos (1955 — 1957);
- епископ Хуан Франсиско Фресно Ларраин (1958 — 1967);
- епископ Carlos Marcio Camus Larenas (1968 — 1976);
- епископ Fernando Ariztía Ruiz (1976 — 2001);
- епископ Gaspar Quintana Jorquera (2001 — 2014);
- епископ Celestino Aós Braco, O.F.M.Cap. (с 25 июля 2014 года).

## Источник
- Annuario Pontificio, Libreria Editrice Vaticana, Città del Vaticano, 2003, ISBN 88-209-7422-3
- Бреве Dum haud paucis, AAS 47 (1955), стр. 657  (лат.)
- Бреве Qui cotidie, AAS 49 (1957), стр. 347  (лат.)